# Christoph 77
Christoph 77 ist der Funkrufname des an der Universitätsmedizin der Johannes Gutenberg-Universität in Mainz stationierten Rettungs- oder Intensivtransporthubschraubers, der seinen ersten Dienst im Juli 1997, zunächst im 24-Stunden-Betrieb, aufnahm. Zwischen 2007 und 2019 flog der Rettungshubschrauber aufgrund eines Beschlusses des Landes Rheinland-Pfalz nur noch im Tagdienst, seitdem wird er auch in der Dämmerung eingesetzt und zu diesem Zweck zusätzlich mit einem Notfallsanitäter des DRK besetzt.
Betreiber ist die ADAC-Luftrettung GmbH, die auch die Piloten und HEMS TC stellt. Die Notärzte sind ausschließlich Fachärzte der Klinik für Anästhesiologie der Johannes Gutenberg-Universität Mainz. Die zuständige Rettungsleitstelle ist die Rettungsleitstelle Mainz.

## Geschichte
Fast wäre „Christoph 77“ im Raum Bad Kreuznach/Wiesbaden stationiert worden, dort fand man allerdings keine geeignete Standortklinik. Neuen Überlegungen, einen grenzüberschreitenden Intensivtransporthubschrauber (ITH) zwischen Hessen und Rheinland-Pfalz einzusetzen, führten dazu, dass das Universitätsklinikum in Mainz als Standort ausgewählt wurde. Aus dem anfänglichen Arbeitstitel „Christoph Rhein-Main“ wurde kurz vor seiner Indienststellung „Christoph 77“.

## Einsätze
| 1997 | 1998 | 1999 | 2000 | 2001 | 2002 | 2003 | 2004 | 2005 | 2006 | 2007 | 2008 | 2009 | 2010 | 2011 | 2012 | 2013 | 2014 | 2015 | 2016 | 2017 | 2018 | 2019 | 2020 | 2021 | 2022 |
| ---- | ---- | ---- | ---- | ---- | ---- | ---- | ---- | ---- | ---- | ---- | ---- | ---- | ---- | ---- | ---- | ---- | ---- | ---- | ---- | ---- | ---- | ---- | ---- | ---- | ---- |
| 321  | 734  | 793  | 941  | 978  | 934  | 1031 | 1009 | 1056 | 1107 | 1200 | 1085 | 1180 | 1114 | 1249 | 1475 | 1411 | 1554 | 1430 | 1357 | 1325 | 1336 | 1567 | 1754 | 1669 | 1812 |

2019 ist Christoph 77 seinen 25.000 Einsatz geflogen.